# Hermann Jäckel

Hermann Jäckel

Ernst Hermann Jäckel (* 30. Januar 1869 in Crimmitschau; † 2. November 1928 in Dresden) war ein deutscher Politiker (SPD, USPD) und Gewerkschaftsfunktionär. Er war von 1912 bis 1918 und 1920 bis 1924 Mitglied des Reichstages sowie von 1920 bis 1921 sächsischer Minister für Arbeit und Wohlfahrt. Von 1919 bis zu seinem Tod war er Ko-Vorsitzender des Deutschen Textilarbeiterverbands.

## Leben und Wirken
Als Kind besuchte Jäckel die Armenklasse der Einfachen Bürgerschule in Crimmitschau. Im Alter von 13 Jahren wurde er Halbtagsarbeiter in der Vigognespinnerei. Später arbeitete er in Streichgarnspinnereien der Tuchbranche, dann als Wollweber und Baumwollweber in verschiedenen Städte im Süden, Westen und Norden Deutschlands.
Um 1890 wurde Jäckel Mitglied der SPD. Fünf Jahre lang arbeitete er in Konsumvereinen als Angestellter, dann als Rendant in Krankenkassen und als Redakteur für eine sozialdemokratische Zeitung. Seit 1906 wurde Jäckel Mitglied des Hauptvorstandes des Textilarbeiterverbandes und seit 1919 Vorsitzender dieses Verbandes gemeinsam mit Karl "Carl" Hübsch. Er spielte eine führende Rolle während des Crimmitschauer Streiks von 1903/04.
Als Stadtverordneter von Crimmitschau nahm Jäckel erstmals ein öffentliches politisches Amt wahr. Von 1912 bis 1918 saß er als Abgeordneter im Reichstag des Deutschen Kaiserreiches. Im Januar 1918, während des Ersten Weltkrieges, verließ Jäckel die SPD, um sich der weiter links stehenden USPD anzuschließen, für die er im Juni 1920 Mitglied des ersten Reichstags der Weimarer Republik wurde, in dem er den Wahlkreis 30 (Chemnitz-Zwickau) vertrat. Von Dezember 1920 bis November 1921 war er sächsischer Arbeitsminister im Gesamtministerium Buck II. 1922 kehrte er zur SPD zurück, deren Reichstagsfraktion er sich auch für den Rest seiner Abgeordnetenzeit, die bis zum Mai 1924 dauerte, anschloss.

## Schriften
- Der Crimmitschauer Kampf um den Zehnstundentag, s.l.e.a.
- Die Kämpfe der Krefelder Seidenarbeiter, s. l. e. a.
- Die Hetze gegen das Koalitionsrecht, s. l. e. a.
- Übergangswirtschaft in der Textilindustrie, s. l. e. a.
- Auf dem Wege zur konstitutionell-demokratischen Fabrik, s. l. 1919 (Digitalisat).
- Umfang der Frauenarbeit in der deutschen Textilindustrie, Berlin 1923.
- Erwerbsarbeit, Schwangerschaft, Frauenleid, s. l. 1925.